# Marlitt Köhnke
Marlitt Köhnke (* 1952 in Berlin-Kaulsdorf) ist eine ehemalige deutsche Politikerin (SPD) und inoffizielle Mitarbeiterin im Ministerium für Staatssicherheit. Von 1990 bis 1992 war sie Bezirksbürgermeisterin von Berlin-Hellersdorf.

## Leben und Beruf
Köhnke wuchs in Kaulsdorf und Hönow, ab 1960 in Berlin-Mitte auf. Nach der Schulzeit studierte sie Philosophie (Marxismus und Leninismus) an der Humboldt-Universität, das Studium schloss sie als Diplom-Philosophin ab.
Nachdem sie zunächst an der Akademie der Wissenschaften forschte, war sie als Ökonomin in einem Baubetrieb tätig. 1983 wechselte sie zur Charité und leitete dort die Verwaltung. 1989 schied sie aus dieser Funktion aus und war nunmehr für die Arnold-Zweig-Gedenkstätte tätig.
Köhnke engagiert sich seit deren Gründung in der Stiftung Zukunft für Berlin, zeitweise war sie deren Vorstandsvorsitzende. Dem Kuratorium der Stiftung gehört sie heute noch an.

## IM-Tätigkeit
Einen Tag vor ihrem 18. Geburtstag verpflichtete sie sich als Inoffizielle Mitarbeiterin im Ministerium für Staatssicherheit. In dieser Zeit schrieb sie neun Berichte, während ihres Studiums wurde sie zudem beauftragt, Interviews im Rahmen von Forschungen durchzuführen und deren Ergebnisse an das MfS weiterzuleiten. 1974 brach sie den Kontakt ab. Im Februar 1992 beantragte sie die Überprüfung ihrer Tätigkeiten durch die Gauck-Behörde, im Mai erhielt sie die Genehmigung zur Akteneinsicht.

## Politik
1989 trat Köhnke in die SDP ein und beteiligte sich am Aufbau des Kreisverbands Hellersdorf.
Nach den Kommunalwahlen 1990 wurde sie zur Bezirksbürgermeisterin von Hellersdorf gewählt. Im April 1992 reichte die Fraktion Neues Forum/Grüne/UFV einen Abwahlantrag gegen sie ein, dieser erhielt jedoch nicht die notwendige Mehrheit. Nach den Neuwahlen 1992 trat sie von ihrem Amt zurück, nachdem sie ihre Tätigkeit als inoffizielle Mitarbeiterin für das Ministerium für Staatssicherheit offenbarte. Sie blieb aber weiterhin Mitglied der Hellersdorfer Bezirksverordnetenversammlung, 1999 übernahm sie dort den Fraktionsvorsitz.
Im Zuge der Neugliederung ging der bisherige Bezirk Hellersdorf im neuen Bezirk Marzahn-Hellersdorf auf, auch dort war sie zunächst Fraktionsvorsitzende in der BVV. 2001 wurde sie zur Stadträtin für Bildung, Kultur und Sport gewählt. 2006 trat sie zur Wiederwahl an, erhielt aber in fünf Wahlgängen nicht die nötige Mehrheit und trat danach nicht wieder an, blieb jedoch BVV-Mitglied. 2001 und 2011 kandidierte sie zudem für das Abgeordnetenhaus.